# Vilsberg
Vilsberg là một xã trong vùng Grand Est, thuộc tỉnh Moselle, quận Sarrebourg, tổng Phalsbourg. Tọa độ địa lý của xã là 48° 47' vĩ độ bắc, 07° 15' kinh độ đông. Vilsberg nằm trên độ cao trung bình là 273 mét trên mực nước biển, có điểm thấp nhất là 200 mét và điểm cao nhất là 316 mét. Xã có diện tích 5,0 km², dân số vào thời điểm 1999 là 379 người; mật độ dân số là 75 người/km². Vilsberg nằm khoảng 17 km về phía đông của Sarrebourg.

## Thông tin nhân khẩu
| 1962 | 1968 | 1975 | 1982 | 1990 | 1999 |
| ---- | ---- | ---- | ---- | ---- | ---- |
| 356  | 375  | 376  | 363  | 388  | 379  |